# Trichodiadema pygmaeum
Trichodiadema pygmaeum är en isörtsväxtart som beskrevs av L. Bol. Trichodiadema pygmaeum ingår i släktet Trichodiadema och familjen isörtsväxter. Inga underarter finns listade i Catalogue of Life.